# NGC 2798
NGC 2798 je galaksija u zviježđu Risu.

## Vanjske poveznice
- SEDS: NGC 2798